# 尼克森鎮區 (明尼蘇達州派恩縣)
尼克森鎮區（英語：Nickerson Township）是位於美國明尼蘇達州派恩縣的一個行政鎮區。

## 地方資料
尼克森鎮區的面積為192.72平方千米，當中陸地面積為191.17平方千米，而水域面積為1.75平方千米。根據2020年美國人口普查的數據，當地共有人口162人，而人口密度為每平方千米0.84人。